# Michael Cage
Michael Jerome Cage (West Memphis, 28 gennaio 1962) è un ex cestista statunitense, professionista nella NBA.

## Carriera
Uscì dalla San Diego State University nel 1984, al termine di una quarta e ultima annata da 24,5 punti e 12,6 rimbalzi di media.
Nell'agosto 1984 Cage venne ingaggiato dal Basket Rimini, squadra neopromossa che si apprestava a disputare il primo campionato di Serie A1 della propria storia. Il giocatore volò in Italia e venne presentato ufficialmente dalla società biancorossa, salvo poi tornare negli Stati Uniti qualche pochi più tardi poiché nel frattempo il suo agente trovò l'accordo con i Los Angeles Clippers, ovvero la franchigia che lo aveva scelto al draft di quell'anno con la 14ª scelta assoluta. Ciò portò il club romagnolo ad intentare una causa legale per risarcimento danni che fu successivamente risolta in via extragiudiziale.
Durante la sua quarta stagione con i losangelini, Cage si impose come miglior rimbalzista dell'intera NBA 1987-1988, con una media di 13,0 rimbalzi a partita. Quell'anno aggiunse anche 14,5 punti a gara, la sua seconda miglior punti in NBA dopo quella fatta registrare l'anno precedente, quando ne mise a segno 15,7.
La sua permanenza ai Clippers durò fino al giugno 1988, quando venne scambiato ai Seattle SuperSonics attraverso una trade che coinvolse tre squadre. Oltre alle sei stagioni trascorse a Seattle, giocò per due anni con i Cleveland Cavaliers, per un anno con i Philadelphia 76ers e infine due stagioni con i New Jersey Nets.
Chiuse con un totale di 1140 incontri disputati in NBA.

## Statistiche
| * | Primo nella lega |

### NCAA
| Anno      | Squadra     | PG  | PT | MP   | TC%  | 3P% | TL%  | RP   | AP  | PRP | SP  | PP   |
| --------- | ----------- | --- | -- | ---- | ---- | --- | ---- | ---- | --- | --- | --- | ---- |
| 1980-1981 | SDSU Aztecs | 27  | -  | 38,2 | 55,8 | -   | 75,6 | 13,1 | 0,4 | 1,0 | 0,7 | 10,9 |
| 1981-1982 | SDSU Aztecs | 29  | -  | 37,1 | 48,8 | -   | 66,1 | 8,8  | 1,5 | 1,2 | 0,9 | 11,0 |
| 1982-1983 | SDSU Aztecs | 28  | -  | 38,2 | 57,0 | -   | 74,7 | 12,6 | 1,1 | 1,0 | 0,9 | 19,5 |
| 1983-1984 | SDSU Aztecs | 28  | -  | 38,8 | 56,2 | -   | 74,1 | 12,6 | 0,4 | 1,3 | 1,7 | 24,5 |
| Carriera  | Carriera    | 112 | -  | 38,1 | 54,8 | -   | 73,2 | 11,8 | 0,9 | 1,1 | 1,1 | 16,5 |

### NBA

#### Regular Season
| Anno      | Squadra             | PG   | PT  | MP   | TC%  | 3P% | TL%   | RP    | AP  | PRP | SP  | PP   |
| --------- | ------------------- | ---- | --- | ---- | ---- | --- | ----- | ----- | --- | --- | --- | ---- |
| 1984-1985 | L.A. Clippers       | 75   | 41  | 21,5 | 54,3 | -   | 73,7  | 5,2   | 0,7 | 0,5 | 0,4 | 7,1  |
| 1985-1986 | L.A. Clippers       | 78   | 12  | 20,1 | 47,9 | 0,0 | 64,9  | 5,3   | 1,0 | 0,8 | 0,4 | 6,7  |
| 1986-1987 | L.A. Clippers       | 80   | 76  | 36,5 | 52,1 | 0,0 | 73,0  | 11,5  | 1,6 | 1,2 | 0,8 | 15,7 |
| 1987-1988 | L.A. Clippers       | 72   | 70  | 36,9 | 47,0 | 0,0 | 68,8  | 13,0* | 1,5 | 1,3 | 0,8 | 14,5 |
| 1988-1989 | Seattle S.Sonics    | 80   | 71  | 31,7 | 49,8 | 0,0 | 74,3  | 9,6   | 1,6 | 1,2 | 0,7 | 10,3 |
| 1989-1990 | Seattle S.Sonics    | 82   | 82  | 31,6 | 50,4 | -   | 69,8  | 10,0  | 0,9 | 1,0 | 0,5 | 9,7  |
| 1990-1991 | Seattle S.Sonics    | 82   | 55  | 26,1 | 50,8 | 0,0 | 62,5  | 6,8   | 1,1 | 1,0 | 0,7 | 6,4  |
| 1991-1992 | Seattle S.Sonics    | 82   | 69  | 30,0 | 56,6 | 0,0 | 62,0  | 8,9   | 1,1 | 1,2 | 0,7 | 8,8  |
| 1992-1993 | Seattle S.Sonics    | 82   | 66  | 26,3 | 52,6 | 0,0 | 46,9  | 8,0   | 0,8 | 0,9 | 0,6 | 6,1  |
| 1993-1994 | Seattle S.Sonics    | 82   | 42  | 20,8 | 54,5 | 0,0 | 48,6  | 5,4   | 0,5 | 0,9 | 0,5 | 4,6  |
| 1994-1995 | Cleveland Cavaliers | 82   | 21  | 24,9 | 52,1 | 0,0 | 60,2  | 6,9   | 0,7 | 0,7 | 0,8 | 5,0  |
| 1995-1996 | Cleveland Cavaliers | 82   | 80  | 32,1 | 55,6 | 0,0 | 54,3  | 8,9   | 0,6 | 1,1 | 1,0 | 6,0  |
| 1996-1997 | Philadelphia 76ers  | 82   | 24  | 15,2 | 46,8 | -   | 46,3  | 3,9   | 0,5 | 0,6 | 0,5 | 1,8  |
| 1997-1998 | N.J. Nets           | 79   | 17  | 15,2 | 51,2 | 0,0 | 55,6  | 3,9   | 0,4 | 0,6 | 0,6 | 1,3  |
| 1999-2000 | N.J. Nets           | 20   | 7   | 12,1 | 50,0 | -   | 100,0 | 4,1   | 0,5 | 0,4 | 0,4 | 1,4  |
| Carriera  | Carriera            | 1140 | 733 | 26,1 | 51,5 | 0,0 | 66,4  | 7,6   | 0,9 | 0,9 | 0,6 | 7,3  |

#### Play-off
| Anno     | Squadra             | PG | PT | MP   | TC%  | 3P% | TL%   | RP  | AP  | PRP | SP  | PP  |
| -------- | ------------------- | -- | -- | ---- | ---- | --- | ----- | --- | --- | --- | --- | --- |
| 1989     | Seattle S.Sonics    | 8  | 0  | 21,9 | 60,0 | 0,0 | 40,9  | 5,8 | 0,6 | 0,9 | 0,4 | 7,1 |
| 1991     | Seattle S.Sonics    | 5  | 0  | 16,0 | 42,9 | -   | 76,5  | 4,2 | 0,4 | 0,6 | 0,4 | 5,0 |
| 1992     | Seattle S.Sonics    | 9  | 4  | 21,9 | 55,9 | -   | 100,0 | 5,7 | 0,4 | 0,7 | 0,9 | 4,3 |
| 1993     | Seattle S.Sonics    | 19 | 2  | 19,9 | 52,5 | -   | 38,9  | 5,8 | 0,5 | 0,7 | 0,4 | 4,8 |
| 1994     | Seattle S.Sonics    | 5  | 5  | 18,6 | 37,5 | -   | 33,3  | 5,4 | 0,8 | 0,8 | 1,0 | 2,8 |
| 1995     | Cleveland Cavaliers | 4  | 0  | 20,3 | 44,4 | 0,0 | 0,0   | 4,5 | 0,8 | 0,5 | 1,0 | 4,0 |
| 1996     | Cleveland Cavaliers | 3  | 3  | 33,7 | 57,1 | -   | 60,0  | 9,3 | 0,7 | 0,7 | 1,7 | 6,3 |
| Carriera | Carriera            | 53 | 14 | 20,8 | 52,3 | 0,0 | 49,3  | 5,7 | 0,6 | 0,7 | 0,6 | 4,9 |

#### Massimi in carriera
- Massimo di punti: 29 vs San Antonio Spurs (19 gennaio 1987)[4]
- Massimo di rimbalzi: 30 vs Seattle Supersonics (24 aprile 1988)
- Massimo di assist: 6 vs Los Angeles Clippers (17 gennaio 1989)
- Massimo di palle rubate: 7 (2 volte)
- Massimo di stoppate: 6 vs Boston Celtics (26 dicembre 1994)
- Massimo di minuti giocati: 50 vs Portland Trail Blazers (30 dicembre 1995)

## Palmarès
- NCAA AP All-America Second Team (1984)
- Miglior rimbalzista NBA (1988)